# كلية الاقتصاد

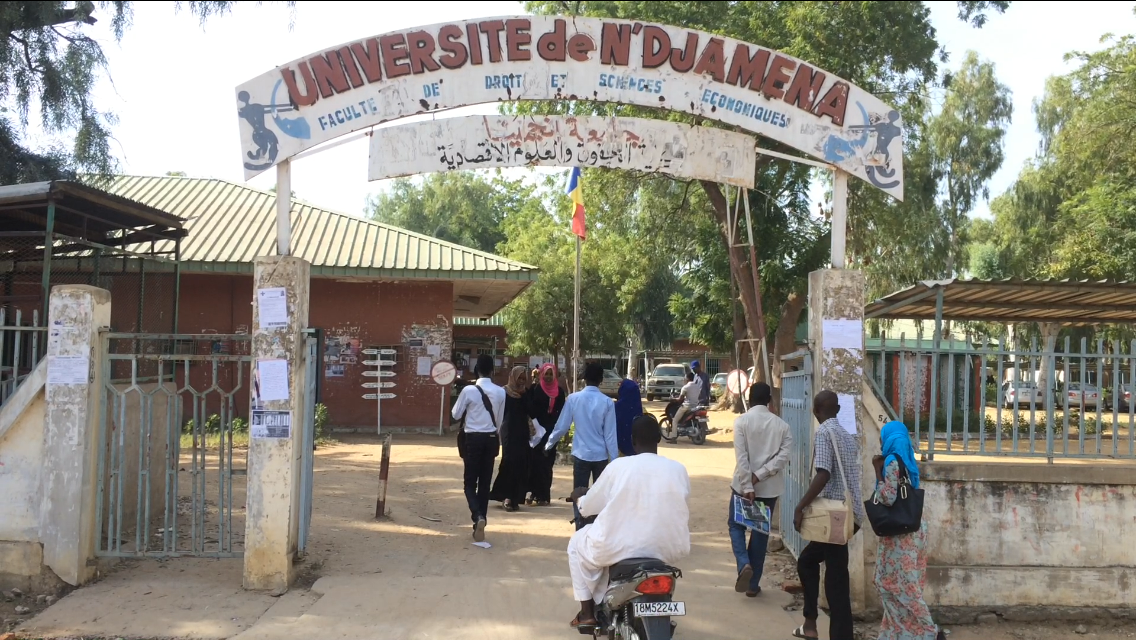
المدخل الرئيسي لكلية الحقوق والعلوم الاقتصادية في جامعة نجامينا (تشاد) - صورة من سبتمبر 2019

هي كلية تهدف إلى إعداد الطلاب وتأهيلهم في مختلف ميادين العلوم الاقتصادية وتزويدهم بمستوى عالٍ من المعرفة في مجال اختصاصهم بما يواكب التقدم العلمي والتقني في العالم.
ومصطلح (اقتصاد) لغوياً يعني التوسط بين الإسراف والتقتير (جاء في مختار الصحاح: «القَصْدُ بين الإسراف والتقتير يقال فلان مُقْتِصدٌ في النفقة»)، وتعددت التعاريف لمصطلح (اقتصاد) إلا أن التعريف الأعم والأشمل لخصائص الاقتصاد الحديث المعاصر هو تعريف (ليونيل روبنز) في مقالة نشرها عام 1932م حيث يقول: «الاقتصاد هو علم يهتم بدراسة السلوك الإنساني كعلاقة بين الغايات والموارد النادرة ذات الاستعمالات المتعددة".»

## التخصص العلمى

### المرحلة الأولى
ومدتها أربع سنوات تنتهي بمنح الطالب درجة البكالوريوس (إجازة) في الاقتصاد، ويدرّس الطلاب في السنتين الأولى والثانية من المرحلة الأولى المناهج الاقتصادية العامة ومبادئ المحاسبة والاقتصاد والعلوم الرياضية الاقتصادية والإحصائية كما يتم تدريس مقررات استخدام الكمبيوتر في المجالات الاقتصادية والمحاسبية. وفي السنتين الثالثة والرابعة تتفرع الدراسة في الكلية إلى خمسة اختصاصات ويكون على الطالب اختيار قسم واحد من الاقسام التالية:
قسم العلوم المالية والمصرفية
قسم الإحصاء والبرمجة
قسم إدارة الأعمال
قسم الاقتصاد والتخطيط
قسم المحاسبة

### المرحلة الثانية
وهي مرحلة الدراسات العليا، وتضم، درجة الماجستير، ودرجة الدكتوراه.
1. ماجستير

- ماجستير في الاقتصاد والتخطيط
- ماجستير في المحاسبة ويتبع قسم المحاسبة
- ماجستير في إدارة الأعمال
- ماجستير في السكان والتنمية
- ماجستير في العلاقات الدولية
- ماجستير في التسويق
- ماجستير في إدارة المنشآت السياحية
- ماجستير في الإحصاء والبرمجة

1. دكتوراه

- دكتوراه في الاقتصاد والتخطيط
- دكتوراه في المحاسبة
- دكتوراه في إدارة الأعمال
- دكتوراه في السكان والتنمية
- دكتوراه في العلاقات الدولية
- دكتوراه في التسويق
- دكتوراه في إدارة المنشآت السياحية